# Stegea clarkei
Stegea clarkei är en fjärilsart som beskrevs av Munroe 1964. Stegea clarkei ingår i släktet Stegea och familjen Crambidae. Inga underarter finns listade i Catalogue of Life.